# 伊藤真宏
伊藤 真宏（いとう まさひろ、1964年8月5日 - ）は、日本の仏教学者、浄土宗僧侶（兵庫教区伊丹組法厳寺住職、大阪教区相阪組見性寺兼務住職）。第13代佛教大学学長。
専門は浄土学、日本仏教文化史。兵庫県出身。

## 経歴
1987年 - 佛教大学文学部仏教学科卒業 。1989年 - 佛教大学大学院文学研究科浄土学専攻修士課程修了(文学修士)。1992年 - 佛教大学大学院文学研究科仏教学博士後期課程単位取得満期退学。
1993年 - 佛教大学文学部非常勤講師。2010年 - 佛教大学仏教学部非常勤講師。
2011年 - 佛教大学仏教学部准教授。2020年 - 佛教大学仏教学部教授、仏教学部長。
2021年 - 佛教大学学長。

## 所属学会
- 日本仏教学会[11]。
- 日本宗教学会
- 日本印度学仏教学会
- 仏教史学会
- 仏教文化学会
- 日本宗教文化史学会
- 仏教文学会